# ヤン・スィロヴィ
ヤン・スィロヴィー（Jan Syrový、1888年1月24日 - 1970年10月17日）は、チェコスロバキアの軍人、政治家。姓はシロヴィーとも表記され、名はジャンと読まれることもある。
ロシア内戦時のチェコ軍団司令官。チェコスロバキア独立後は首相、国防相を歴任した。上級大将。
オーストリア＝ハンガリー帝国のトレビッチ（現チェコ南部のトシェビーチ）生まれ。

## 略歴
技術学校で建築学を学んだ後、1906年にオーストリア＝ハンガリー陸軍に一年志願兵として勤務、その後ロシアの技術専門学校に通った。第一次世界大戦勃発後の1914年9月にロシア帝国軍のチェコ義勇隊に入隊し、南西戦線に従軍、1917年7月、ズボーリゥの戦いで右目を失った。1918年3 - 5月、中尉の階級でチェコ軍団第2連隊長となる。
ロシア内戦時、クルガン－ズラトウスト－チェリャビンスク－オムスクのラインのチェコスロバキア人部隊を指揮。第2、第3チェコスロバキア狙撃連隊、第6チェコスロバキア狙撃連隊の2個大隊、第3予備連隊、第3打撃中隊、第1砲兵中隊の計9千人が指揮下に入った。
1918年5月26日に蜂起し、チェリャビンスクを奪取した。1918年6月18日、ズラトウストでシベリア・グループと合流。同年12月初め、白軍のカペルとヴォイツェホフスキーに支援を約束したが、時機を逸していた。1918年8月から少将に昇進し、1920年9月の撤退までチェコ軍団司令官を務めた。同時に1918年末 - 1919年初めまで「人民軍」西部戦線司令官を兼任。極東で活動していたコルチャークの支援には消極的で、後に赤軍にコルチャークを引き渡した。
1920年9月、チェコスロバキアに帰国。1926年3 - 10月、国防相。1927年、チェコスロバキア軍参謀総長。1933年、軍監察総監。1938年9 - 12月、首相兼国防相。首相として9月30日、ミュンヘン協定の受託を行った。1938年12月、国防相としてルドルフ・ベラン内閣に入閣。
1939年3月、チェコスロバキアが解体され、チェコがナチス・ドイツの保護領とされた後も、保護領政府の国防相として留任した。
第二次世界大戦中は、ナチスから軍人や物資を遠ざける活動を支援するが、積極的な反ナチス運動には加わらず中立を維持した。
そのため、終戦後にナチスへの協力者として禁固20年を言い渡される。1960年、恩赦され釈放。